# Magón II de Cartago
Magón II fue sufete de Cartago de 396 a 375 a. C., y fue miembro de la dinastía Magónida. Se convirtió en sufete tras el suicidio de Himilcón II en 396 a. C. y fue sucedido por Magón III en 375 a. C.
Su reinado comenzó durante las guerras con los griegos de Sicilia, que bajo la dirección de Dionisio I de Siracusa habían derrotado a su predecesor. Sofocó una rebelión en Libia, e hizo las paces con Siracusa, a expensas de sus aliados sicilianos, los sículos.
La guerra estalló de nuevo al final de su reinado, y murió en la derrota cartaginesa de la batalla de Cábala, siendo sucedido por su hijo, también llamado Magón, que llevó a los cartagineses a una gran victoria contra Dionisio en la batalla de Cronium.